# 溴化铟
溴化铟 (三溴化铟)，化学式 InBr3，是一种无机化合物，由铟和溴组成。它是一种路易斯酸，用于有机合成。

## 结构
它具有和氯化铝一样的结构，有六配位的铟原子。当熔融时，它的结构是二聚体In2Br6，并且在气相中主要也是二聚体。溴化铟二聚体具有与氯化铝二聚体 Al2Cl6有相似结构的桥连溴原子。

## 制备和反应
溴化铟可以由溴和铟直接化合而成。
InBr3 可以和配体（以L显示）形成加合物： InBr3L，InBr3L2和 InBr3L3。
溴化铟和金属铟反应会产生低溴化物如：InBr2、In4Br7、In2Br3、In5Br7、 In7Br9和InBr
在回流的二甲苯溶液中，InBr3和In金属反应形成InBr2。